# Volkmar Groß
Volkmar Groß (31. ledna 1948, Berlín – 3. července 2014) byl německý fotbalový brankář a reprezentant. Zemřel ve věku 66 let.

## Klubová kariéra
Působil v klubech Hertha BSC (Západní Berlín), Hellenic FC (Jihoafrická republika), FC Twente (Nizozemsko), Tennis Borussia Berlin (Západní Berlín), FC Schalke 04 (Západní Německo), Minnesota Kicks (USA) a San Diego Sockers (USA).
V německé Bundeslize vstřelil 1 gól (bylo to v dresu Tennis Borussia Berlin).

## Reprezentační kariéra
Svůj debut v A-mužstvu Západního Německa zaznamenal 22. 11. 1970 v přátelském zápase v Pireu proti domácímu týmu Řecka (výhra 3:1). Byl to jeho jediný start v národním týmu.